# マリア・マクベイン
マリア・マクベイン（Maria McBane、1946年2月8日 - ）は、アメリカ合衆国の男性向雑誌『PLAYBOY』1965年5月号のプレイメイトとなったモデル、女優。彼女のセンターフォールド（中央見開き折込ページ）は、エド・デロング (Ed DeLong) とウィリアム・フィッゲ (William Figge) によって撮られた。
『PLAYBOY』のデータシートではマリアはフランス・アヴィニョン出身とされているが、同誌が発行された後、彼女はバスク人を祖先としていてスペイン・ビルバオの出身であると認めている。マリアはスペインとキューバで育ち、成人してからアメリカ合衆国に移住した。彼女は1966年の映画『火の玉レーサー』（Fireball 500）にフェビアン演じるソニー・リーンダー・フォックスのファンの1人として出演している。彼女はマリー・マクベイン (Marie McBane) とクレジットされている。
その後はハワイに住み、結婚後の名前マリア・パチェコ (Maria Pacheco) で不動産仲介人として働いている。